# FBI: Najtraženiji
FBI: Najtraženiji (engleski: FBI: Most Wanted) je američka dramsko-kriminalistička televizijska serija autora René Balcer, producirana od strane Wolf Entertainment studia za CBS televiziju. Ovo je prva spinoff serija u FBI televizijskom serijalu Dicka Wolfa, u čijoj su osamnaestoj epizodi prve sezone 2. travnja 2019., predstavljeni likovi serije. Serija je premijerno prikazana 7. siječnja 2020. U Hrvatskoj se prikazuje na Fox Crimeu, RTL Crimeu i RTL 2.
U travnju 2024. serija je obnovljena za šestu sezonu koja premijerno počinje sa prikazivanjem 15. listopada 2024. U ožujku 2025. serija je otkazana nakon šest sezona.

## Radnja
Serija se usredotočuje na rad odjela FBI-a pod nazivom Most Wanted koji ima zadatak pronaći i uhvatiti najozloglašenije kriminalce na popisu najtraženijih u sekciji.

## Pregled serije
| Sezona | Sezona                     | Epizoda                    | SAD prikazivanje    | SAD prikazivanje  | Hrvatsko prikazivanje | Hrvatsko prikazivanje |
| Sezona | Sezona                     | Epizoda                    | Premijera           | Finale            | Premijera             | Finale                |
| ------ | -------------------------- | -------------------------- | ------------------- | ----------------- | --------------------- | --------------------- |
|        | Backdoor pilot (FBI S1E18) | Backdoor pilot (FBI S1E18) | 2. travnja 2019.    | 2. travnja 2019.  | 20. lipnja 2019.      | 20. lipnja 2019.      |
|        | 1.                         | 14                         | 7. siječnja 2020.   | 5. svibnja 2020.  | 18. svibnja 2020.     | 17. kolovoza 2020.    |
|        | 2.                         | 15                         | 17. studenoga 2020. | 25. svibnja 2021. | 2. veljače 2021.      | 14. lipnja 2021.      |
|        | 3.                         | 22                         | 21. rujna 2021.     | 24. svibnja 2022. | 21. ožujka 2022.      | 15. kolovoza 2021.    |
|        | 4.                         | 22                         | 20. rujna 2022.     | 23. svibnja 2023. | 14. veljače 2023.     | 11. srpnja 2023.      |
|        | 5.                         | 13                         | 13. veljače 2024.   | 21. svibnja 2024. | 28. svibnja 2024.     | 20. kolovoza 2024.    |
|        | 6.                         | 22                         | 15. listopada 2024. | 20. svibnja 2025. | 16. lipnja 2025.      | 22. srpnja 2025.      |

## Glumačka postava
| Lik            | Glumac               | Sezona   | Sezona | Sezona | Sezona | Sezona | Sezona |
| Lik            | Glumac               | 1        | 2      | 3      | 4      | 5      | 6      |
| -------------- | -------------------- | -------- | ------ | ------ | ------ | ------ | ------ |
| Jess LaCroix   | Julian McMahon       | Glavna   | Glavna | Glavna |        |        |        |
| Kenny Crosby   | Kellan Lutz          | Glavna   | Glavna | Glavna |        |        |        |
| Sheryll Barnes | Roxy Sternberg       | Glavna   | Glavna | Glavna | Glavna | Glavna | Glavna |
| Hana Gibson    | Keisha Castle-Hughes | Glavna   | Glavna | Glavna | Glavna | Glavna | Glavna |
| Clinton Skye   | Nathaniel Arcand     | Glavna   | Glavna |        |        |        |        |
| Tali LaCroix   | YaYa Gosselin        | Sproedna | Glavna | Glavna |        |        |        |
| Ivan Ortiz     | Miguel Gomez         |          | Glavna | Glavna |        |        |        |
| Kristin Gaines | Alexa Davalos        |          | Glavna | Glavna | Glavna |        |        |
| Remy Scott     | Dylan McDermott      |          | Glavna | Glavna | Glavna | Glavna | Glavna |
| Ray Cannon     | Edwin Hodge          |          |        |        | Glavna | Glavna | Glavna |
| Nina Chase     | Shantel VanSanten    |          |        |        | Gost   | Glavna | Glavna |

### Glavni likovi
- Julian McMahon kao Jess LaCroix
- Kellan Lutz kao Kenny Crosby
- Roxy Sternberg kao Sheryll Barnes
- Keisha Castle-Hughes kao Hana Gibson
- Nathaniel Arcand kao Clinton Skye
- YaYa Gosselin kao Tali LaCroix
- Miguel Gomez kao Ivan Ortiz
- Alexa Davalos kao Kristin Gaines
- Dylan McDermott kao Remy Scott
- Edwin Hodge kao Ray Cannon
- Shantel VanSanten kao Nina Chase

### Sporedni likovi
- Lorne Cardinal kao Nelson Skye (sezone 1–2)
- Irene Bedard kao Marilou Skye (sezone 1–2)
- Amy Carlson kao Jackie Ward (sezona 2)
- Terry O'Quinn kao Byron LaCroix (sezone 2–3)
- Jen Landon kao Sarah Allen (sezone 2–3)
- Matt Mercurio kao George Kouka (sezona 3)

### Crossover likovi
- Missy Peregrym kao FBI Special Agent Maggie Bell (FBI).
- Zeeko Zaki kao FBI Special Agent Omar Adom "OA" Zidan (FBI).
- Ebonée Noel kao FBI Special Agent Kristen Chazal (FBI).
- John Boyd kao FBI Special Agent Stuart Scola (FBI).
- Alana de la Garza kao FBI Special Agent in Charge Isobel Castile (FBI).
- Jeremy Sisto kao FBI Assistant Special Agent in Charge Jubal Valentine (FBI).
- Luke Kleintank kao FBI Supervisory Special Agent Scott Forrester (FBI: International).
- Shantel VanSanten kao FBI Special Agent Nina Chase (FBI).
- Katherine Renee Kane kao FBI Special Agent Tiffany Wallace (FBI).

## Produkcija
CBS je 29. siječnja 2019. najavio stvaranje backdoor pilot epizode unutar FBI televizijske serije, u očekivanju prvog spin-offa. Epizoda se emitirala u drugom dijelu prve sezone, a usredotočila se na odjel FBI-a sa zadatkom pronalaženja i hvatanja najozloglašenijih kriminalaca na popisu najtraženijih u sekciji. Prema izvršnom producentu serije Dicku Wolfu, spin-off bi trebao pokrenuti niz povezanih serija, sličnih onima NBC-jevih Zakon i red i Chicago. CBS je 9. svibnja 2019. objavio da je serija naručena za cijelu sezonu. Nekoliko dana kasnije objavljeno je da će serija biti premijerno prikazana sredinom televizijske sezone 2019./2020. Premijera serije je bila 7. siječnja 2020.. CBS je 6. svibnja 2020. obnovio seriju za drugu sezonu. U ožujku 2021. je obnovljena za treću. A u svibnju 2022. je obnovljena za četvrtu i petu., koja se počela prikazivati od 13. veljače 2024.

## Vanjske poveznice
- Službena stranica na wolfentertainment.com
- Službena stranica na cbs.com
- Službena stranica na foxcrime.hr
- FBI: Most Wanted u internetskoj bazi filmova IMDb-a